# Даја (Сибињ)
Даја (рум. Daia) насеље је у Румунији у округу Сибињ у општини Рошија. Oпштина се налази на надморској висини од 426 m.

## Становништво
Према подацима из 2002. године у насељу је живело 770 становника.

### Попис2002.
| Расподела становништва по националности 2002.‍ | Расподела становништва по националности 2002.‍ | Расподела становништва по националности 2002.‍ | Расподела становништва по националности 2002.‍ | Расподела становништва по националности 2002.‍ |
| --------------------------------------------- | --------------------------------------------- | --------------------------------------------- | --------------------------------------------- | --------------------------------------------- |
|                                               |                                               |                                               |                                               |                                               |
| Румуни                                        | Румуни                                        |                                               | 758                                           | 98,7%                                         |
| Немци                                         | Немци                                         |                                               | 10                                            | 1,3%                                          |